# Мой путь (фильм, 2012)
«Мой путь» (фр. Cloclo) — франко-бельгийский биографический драматический фильм режиссёра Флорана Эмилио Сири.

## Сюжет
Фильм рассказывает о жизни певца, автора песен и конферансье Клода Франсуа (Жереми Ренье) по прозвищу «Клокло», с молодых лет, проведённых в Египте, становлении и расцвета музыкальной карьеры, пересекающейся с Фрэнком Синатрой, и вплоть до трагической гибели Клокло 11 марта 1978 года в возрасте 39 лет.

## В ролях
| Актёр             | Роль             |
| ----------------- | ---------------- |
| Жереми Ренье      | Клод Франсуа     |
| Бенуа Мажимель    | Поль Ледерман    |
| Моника Скаттини   | Чуффа Франсуа    |
| Сабрина Сейвеку   | Жозетта Франсуа  |
| Ана Жирардо       | Изабель Форе     |
| Жозефина Жапи     | Франс Галль      |
| Мод Жюре          | Дженет Вуллакотт |
| Марк Барбе        | Эме Франсуа      |
| Эрик Савен        | Жан-Жак Тильче   |
| Софи Майстер      | Каталин Джонс    |
| Янике Аскевольд   | София            |
| Эдуар Жиар        | Тики Холгадо     |
| Жереми Шарбоннель | Кристиан Моризе  |
| Роберт Неппер     | Фрэнк Синатра    |
| Элисон Уилер      | Сильви Матурин   |
| Альбан Омар       | Жан-Пьер Буртер  |

## Номинации и награды
| Награда                               | Категория                  | Номинанты                                      | Результат |
| ------------------------------------- | -------------------------- | ---------------------------------------------- | --------- |
| Романтический кинофестиваль в Габурге | Лучший актёр               | Жереми Ренье                                   | Победа    |
| Кинофестиваль в Кабуре                | Кино-лебедь                | Флоран Эмилио Сири                             | Номинация |
| Кинофестиваль в Кабуре                | Лучший актёр               | Жереми Ренье                                   | Победа    |
| Сезар                                 | Лучший актёр               | Жереми Ренье                                   | Номинация |
| Сезар                                 | Лучший актёр второго плана | Бенуа Мажимель                                 | Номинация |
| Сезар                                 | Лучшие костюмы             | Мими Лемпика                                   | Номинация |
| Сезар                                 | Лучшие декорации           | Филипп Чиффре                                  | Номинация |
| Сезар                                 | Лучший звук                | Антуан Девландре, Жермен Булау, Эрик Тиссеранд | Победа    |
| Премия «Магритт»                      | Лучший актёр               | Жереми Ренье                                   | Номинация |
| City of Lights, City of Angels        | Фильм открытия             | Флоран Эмилио Сири                             | Номинация |
| City of Lights, City of Angels        | Специальный приз критиков  | Флоран Эмилио Сири                             | Номинация |
| City of Lights, City of Angels        | Приз зрительских симпатий  | Флоран Эмилио Сири                             | Номинация |
| City of Lights, City of Angels        | Специальный приз           | Флоран Эмилио Сири                             | Номинация |
| Фестиваль французского кино в Риме    | Новое                      | Флоран Эмилио Сири                             | Номинация |
| Кинофестиваль в Гамбурге              | Премия «Искусство кино»    | Флоран Эмилио Сири                             | Номинация |
| Премия «Globe de cristal»             | Лучший актёр               | Жереми Ренье                                   | Победа    |